# 亞斯基謝爾

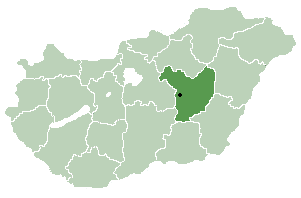

亞斯基謝爾是匈牙利的城鎮，位於該國中部，由亞斯-瑙吉孔-索爾諾克州負責管轄，面積130.11平方公里，2011年人口5,260，其中約一半居民信奉天主教。
47°27′N 20°13′E / 47.450°N 20.217°E